# Сима (река, Сахалин)
Сима — река, протекающая на Сахалине в горах Сусунайского хребта и впадающая в Залив Терпения (Охотское море) неподалёку от мыса Симау.
Длина реки — 17 км, площадь водосборного бассейна — 51,6 км².
На реке находятся четыре водопада, самый крупный из которых — Медвежий дал название охраняемому памятнику природы регионального значения Сахалинской области. В описании особо охраняемой природной территории (ООПТ) значится: «участок реки Сима с расположенным на нем живописным каскадом небольших водопадов и порогов».
Река протекает по территориям Корсаковского и Долинского районов. Сима относится к Амурскому бассейновому округу, (бассейны рек острова Сахалин).
Растительность в местах протекания Симы представлена темнохвойными, а также смешанными лесами с преобладанием березы и отдельными участками с широколиственными породами. На склонах отмечается и редколесье с кедровым стлаником.

## Примечание
1. ↑  Ресурсы поверхностных вод СССР: Гидрологическая изученность. Т. 18. Дальний Восток. Вып. 2 [3]. Приморье / под ред. И. С. Быкадорова. — Л.: Гидрометеоиздат, 1963. — 83 с.
2. 1 2  Сима : [рус.] / verum.icu // Государственный водный реестр / Минприроды России. Дата публикации: 2021 —    .
3. ↑  Клитин и др., 2013.
4. 1 2  Водопад Медвежий. oopt.aari.ru. Дата обращения: 5 апреля 2022. на сайте ООПТ России